# Portrait d'Émile Zola
Le Portrait d'Émile Zola est un tableau réalisé en 1868 par le peintre Édouard Manet.

## Contexte
Zola, alors qu'il ne connaît pas bien Manet, se pose en défenseur de celui-ci lorsque ses œuvres sont refusées à l'occasion du Salon de 1866. Alors journaliste à l'Événement, il fait paraître plusieurs articles critiquant les positions du jury. Par la suite, sur proposition de Manet, Zola accepte de rédiger une brochure présentant l'exposition que Manet décide d'organiser place de l'Alma, en 1867, pour présenter ses œuvres.
Manet, en reconnaissance de son action, exécute ce portrait en 1868. Celui-ci est accepté au Salon de la même année. 

## Composition
La toile contient plusieurs éléments anecdotiques et discrets révélant l'amitié des deux hommes: outre la reproduction d'Olympia accrochée au mur, et dans laquelle le regard de Victorine Meurent est légèrement modifié par rapport à l’original afin de fixer Zola, on distingue sur le bureau le livre bleu ciel que l’écrivain a rédigé pour présenter l'exposition de la place de l'Alma. 
Sur le mur du fond, la reproduction d'Olympia est associée à d'autres de Goya d'après Vélazquez (Le Triomphe de Bacchus) et d'Utagawa Kuniaki II. Le choix de ces reproductions est significatif des influences esthétiques de Manet. 

## Parcours de l'œuvre
Offert par l'artiste à Zola, le tableau est donné par sa veuve à l'État français qui l'expose au Louvre puis au Musée d'Orsay. Il participe une cinquantaine d'expositions en Europe, aux États-Unis, en Israël, au Japon, en Corée et à Taïwan.